# Пильва (Чердынский район)
Пильва — посёлок в Чердынском районе Пермского края. Входит в состав Вильгортского сельского поселения.

## Географическое положение
Расположен на реке Пильва, примерно в 42 км к северо-западу от центра поселения, села Вильгорт, и в 61 км к северо-западу от районного центра, города Чердынь.

## Население
| 2010 |
| ---- |
| 383  |

## Улицы[2]
- Гагарина ул.
- Железнодорожная ул.
- Зелёная ул.
- Коммунистическая ул.
- Лесная ул.
- Молодёжная ул.
- Набережная ул.
- Подгорная ул.
- Почтовая ул.
- Центральная ул.
- Школьная ул.

## Топографические карты
- Лист карты P-40-113,114 Ныроб. Масштаб: 1 : 100 000. Состояние местности на 1982 год. Издание 1988 г.